# Kostel svatého Josefa (Krasice)
Kostel svatého Josefa je římskokatolický chrám v Krasicích, části města Prostějov.

## Historie
Od roku 1775 stála na jeho místě kaplička, která ovšem neodpovídala potřebám věřících. Občané Krasic usilovali o výstavbu většího kostela. Jejich záměr se uskutečnil v roce 1894, kdy byl 28. října vysvěcen kostel svatého Josefa.
Stavba nese znaky pseudogotiky: Nápadné opěrné pilíře mezi okny, gotické zakončení střechy věže, ostře lomené horní okenní oblouky, stejně jako žebra stropní klenby. Stavbu z velké části financovala obec za podpory mnoha dobrodinců.
Dříve se v kostele nacházel novogotický oltářní stůl od prostějovského sochaře V. Becka. Ve třech dílech zaoltářního retabula stály sochy sv. Josefa uprostřed a sv. Cyrila a Metoděje po stranách. Původní křížová cesta byla přivezena za 250 zlatých z Tyrol. Zajímavostí je i dvoubarevná dlažba skládaná z černých a bílých šestiúhelníků.
Kostel prošel rekonstrukcí v r. 1993.

## Současnost
Nový interiér kostela působí prostě a moderně. Nad kamenným obětním stolem se nachází socha sv. Josefa Dělníka s Ježíškem a obrazy ze života Josefa a Marie. Podél lodi je umístěna netradiční křížová cesta akademické malířky Sabiny Kratochvílové.

### Vitráže
Vitráže jsou inspirovány salesiánskou spiritualitou. Zleva zobrazují: sv. Dominika Savia, Ignáce Stuchlého, sv. Dominiku Mazzarellovou, oheň Ducha Svatého, sen o církvi sv. Jana Boska, Jana Boska se svými žáky, kardinála Štěpána Trochtu a bl. Lauru Vicuñu, pannu.

Vedle bohoslužeb římskokatolické církve se zde od února  2023 nově slouží každou první sobotu v měsíci v 18 hodin také  svatá liturgie sv. Jana Zlatoústého v rámci pastorace řeckokatolické farnosti Olomouc.

## Galerie

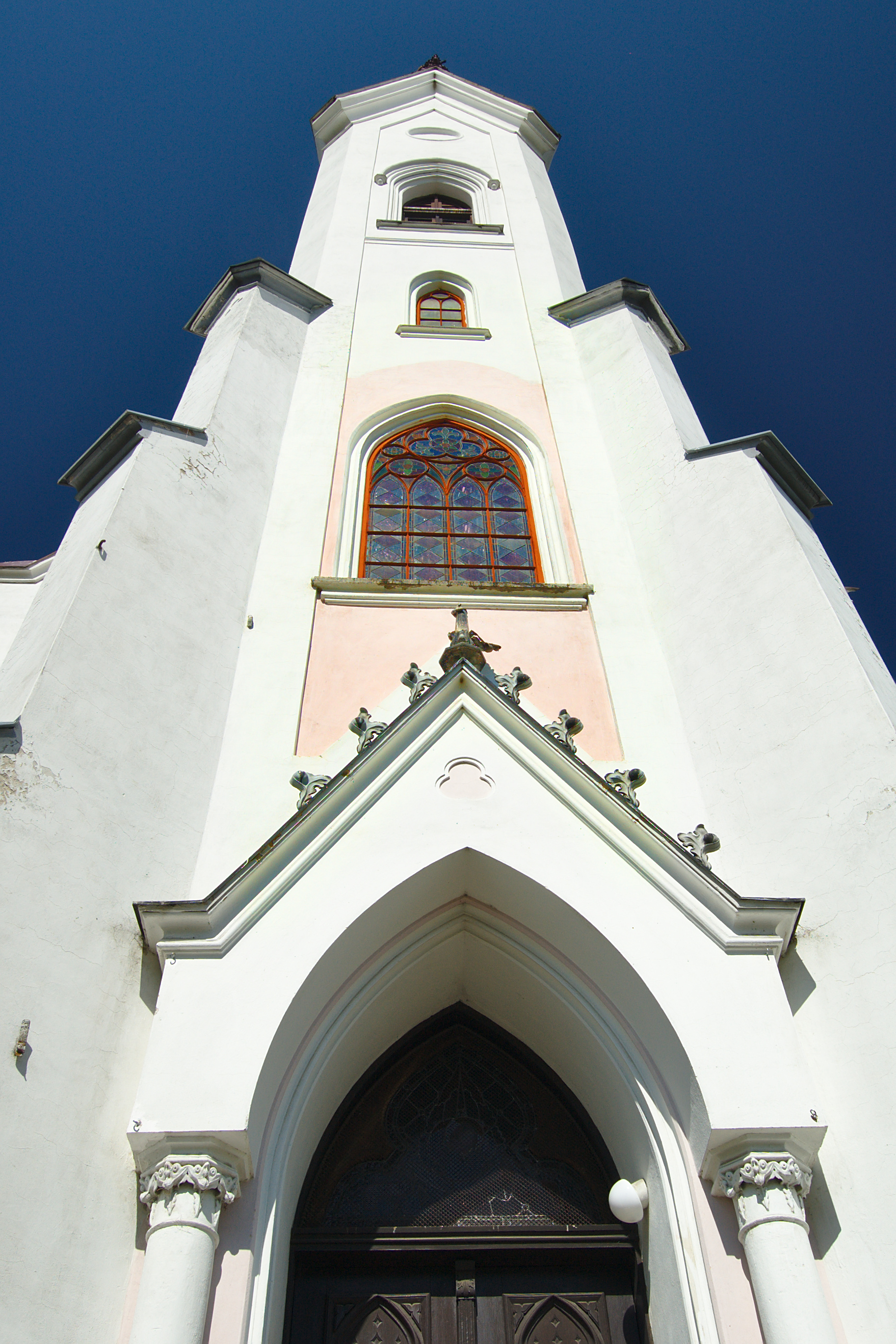
věž kostela sv. Josefa